# Wojciech Kądziela
Wojciech Marian Kądziela (ur. 19 kwietnia 1930 w Wymysłowie Dolnym, zm. 11 grudnia 2024) – polski biofizyk, dr hab., profesor UMK, dziekan WBiNoZ UMK (1993–1996).

## Życiorys
Był absolwentem Uniwersytetu Mikołaja Kopernika w Toruniu, w 1965 r. obronił pracę doktorską pt. Eliminacje prądów uziemienia z pomiarów parametrów stymulacji elektrycznej mózgu pod kierunkiem prof. Janiny Hurynowicz, w 1977 r. otrzymał habilitację za rozprawę Rozkład temperatury wewnątrz i na powierzchni ciała jako wskaźnik dynamiki procesów termoregulacyjnych. W 1990 r. uzyskał stanowisko profesora UMK.
Został zatrudniony w Instytucie Biologii Ogólnej i Molekularnej na Wydziale Biologii i Nauk o Ziemi Uniwersytetu Mikołaja Kopernika.

## Odznaczenia i wyróżnienia
- Krzyż Kawalerski Orderu Odrodzenia Polski[2]
- Srebrny Krzyż Zasługi[2]
- Nagroda PAN[2]
- Medal Komisji Edukacji Narodowej[2]